# Hidetoshi Nakata
Hidetoshi Nakata (em japonês: 中田 英寿, Nakata Hidetoshi; Kofu, 22 de janeiro de 1977) é um ex-futebolista japonês.
Revelado profissionalmente aos dezoito anos, no Bellmare Hiratsuka, pelo brasileiro Toninho Moura, Nakata tinha como característica a construção de jogadas através de passes, sendo um jogador de grande habilidade com as duas pernas. É citado como o melhor e mais famoso jogador que a Ásia já teve. Seu nome foi incluído na lista FIFA 100. A lista foi feita em 2004, citando os 125 melhores jogadores ainda vivos. Nakata e Hong Myung-Bo da Coreia do Sul foram os únicos asiáticos lembrados.
Uma curiosidade é que um jogador do anime Inazuma Eleven foi baseado em Nakata: seu nome é Hide Nakata, um grande jogador na Itália, país onde fez muito sucesso.

## Carreira
Após despontar no Bellmare do Japão - onde foi escolhido como o melhor jogador da Ásia em 1997 e 1998 - rumou para a Itália, aonde passou a maior parte de sua carreira.
Na Itália, Nakata teve uma boa passagem pelo Perugia. Depois foi contratado, em 2000-01 pela Roma. E em Roma, junto à Francesco Totti e companheiros, conquistou o terceiro Campeonato Italiano da história da Roma.
Apesar da conquista do título, na outra temporada Nakata seguiu para o Parma. Conseguiu ainda se destacar. Conquistando a Copa da Itália. Em 2004 seria emprestado para o Bologna e na sua última temporada na Itália - em 2004-2005 - atuou pela Fiorentina.
Seu último clube foi o Bolton Wanderers, da Inglaterra.

## Seleção Nacional
Ele representou a Seleção Japonesa de Futebol nas Olimpíadas de 1996 e 2000.
Com o Japão, Nakata atuou em três Copas do Mundo: 1998, 2002 e 2006, sendo essa a sua última.
Nakata encerrou a carreira após a eliminação do Japão na Copa do Mundo de 2006. Foram 77 jogos e 11 gols marcados em 9 anos de seleção.

## Títulos

### Bellmare Hiratsuka
- Recopa da AFC: 1996

### Roma
- Campeonato Italiano - Série A: 2000-01

### Parma
- Coppa Italia: 2001-02

### Prêmios individuais
- Lendas do Futebol (IFFHS)[9]